# Brenne
La Brenne è un piccolo fiume francese, però di grande portata, che scorre nel dipartimento della Côte-d'Or, in Borgogna-Franca Contea. Nasce presso Sombernon, a circa 30 chilometri dalla città di Digione, in Borgogna e si getta nell'Armançon, tra Montbard e Buffon. Scorre nei pressi dell'antico sito di Alesia e dell'abbazia di Fontenay.